# Hanns Adrian
Hanns Adrian (* 17. September 1931 in Darmstadt; † 28. September 2003 in Hannover) war ein deutscher Architekt und Stadtplaner.

## Leben
Nach dem Abitur in Darmstadt studierte Hanns Adrian ab 1952 Architektur an der Technischen Hochschule Darmstadt und schloss sein Studium 1957 mit dem Diplom ab. Von 1958 bis 1960 war er in Hamburg im Büro von Konstanty Gutschow tätig, von 1960 bis 1962 in Aachen im Büro von Erich Kühn. Von 1958 bis 1965 folgte zeitgleich die städtebauliche Nachausbildung an der Technischen Hochschule Aachen am Lehrstuhl für Städtebau und Landesplanung bei Erich Kühn. Adrian war verheiratet mit der Architektin Marianne Adrian, geb. Valder (1931–1999).
Ab 1962 war Adrian im Stadtplanungsamt der niedersächsischen Landeshauptstadt Hannover tätig, seit 1963 als Leiter der Arbeitsgruppe Sonderplanung. Hauptaufgabenfelder waren die Entwicklung des Stadtteils Roderbruch (Medizinische Hochschule) und die städtebauliche Betreuung der U-Bahn mit der Lister Meile und der Passerelle in der Bahnhofstraße.
Im Jahre 1972 wurde Hanns Adrian als Nachfolger von Hans Kampffmeyer als Stadtrat für Planung und Bau der Stadt Frankfurt am Main gewählt. Vor dem Hintergrund des Stadtumbaus in Bockenheim entwickelte Adrian das Konzept der Anwaltsplanung über Arbeitskreise der Volkshochschule und die städtebauliche Entwicklung über Strukturpläne durch externe Beauftragte.
Vom 1. März 1975 bis 1993 war Adrian als Nachfolger von Rudolf Hillebrecht Stadtbaurat in Hannover. Zusätzlich fungierte Adrian von 1985 bis 1991 erst als Vizepräsident, dann bis 1997 als Präsident der Deutschen Akademie für Städtebau und Landesplanung. Seit 1980 war Adrian auch als Honorarprofessor an der Universität Hannover tätig. Adrian war Mitglied des Beirates der Internationalen Bauausstellung Berlin 1984. Er erhielt 1999 den großen BDA-Preis.

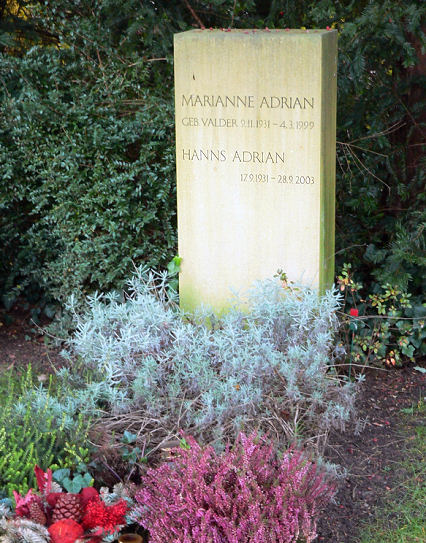
Grab von Hanns Adrian auf dem Friedhof Engesohde

In der Todesanzeige durch die Landeshauptstadt Hannover hieß es:

„Mit Hanns Adrian hat die Landeshauptstadt Hannover einen verdienten Bürger und einen der bedeutendsten Stadtgestalter verloren. Schon während seiner Zeit als Leiter der Sonderplanung hat der Verstorbene städtebauliche Akzente mit der Planung Roderbruch und der Medizinischen Hochschule sowie der Stadtplanentwicklung und der Lister Meile gesetzt. Als Stadtbaurat hat er die Umgestaltung der Innenstadt, die Verknüpfung der citynahen Wohngebiete, den Ausbau des Stadtbahnnetzes und die Entwicklung neuer Wohngebiete, sowie die Gestaltung neuer Landschaftsräume im Stadtbereich bewirkt und wesentlich beeinflusst.“

Der Landesverband Niedersachsen des Bundes Deutscher Architekten (BDA) wies in einer Pressenotiz zum Symposium zu Ehren von Hanns Adrian am 28. November 2003 auch auf die problematischen Seiten des Schaffens von Hanns Adrian in Hannover hin:

„Seine Amtszeit führte nach der Phase des Wiederaufbaus der Ära Hillebrecht, die noch von den Paradigmen des modernen Städtebaus, der aufgelockerten, durchgrünten und autogerechten Stadt gekennzeichnet war, hin zu bis dahin nicht gekannten und aus heutiger Sicht nicht unproblematischen Formen der Verdichtung, wie sie viele Städte zu Beginn der 70er Jahre prägten, aber auch der Verkehrsinfrastruktur und der Stadterneuerung. Die Sanierung der Nordstadt und Lindens, die Sicherung freiräumlicher Ressourcen und die Schaffung lebenswerter stadträumlicher Qualitäten wie etwa der Lister Meile, die heute als selbstverständlich angesehen werden, werden mit seinem Namen verbunden.“

Hanns und Marianne Adrian liegen auf dem Stadtfriedhof Engesohde in Hannover begraben.

## Schriften (Auswahl)
- Hanns Adrian: Unterstützung für die City durch die Planung. Wo hat die Innenstadt Wettbewerbsvorteile?  Berlin, 14. bis 16. Juni 1999. Institut für Städtebau Berlin der Deutschen Akademie für Städtebau und Landesplanung. Berlin, Institut für Städtebau, 1999.
- Hanns Adrian: Planen in Frankfurt [Vortrag, gehalten am 24. Februar 1975 für das Kuratorium Kulturelles Frankfurt (Polytechnische Gesellschaft)]. Frankfurt (Main), KKF, 1975.
- Hanns Adrian, Gerhard Bünemann: Lister Meile. Eine Straße ändert ihr Gesicht (= Beiträge zum Flächennutzungsplan. Heft 5, hrsg. von der Landeshauptstadt Hannover, Stadtplanungsamt, 1972).
- Hanns Adrian: Zur Diskussion, Innenstadt (= Beiträge zum Flächennutzungsplan, Heft 3, hrsg. von der Landeshauptstadt Hannover, Stadtplanungsamt, 1972).